# Гарсия Торне, Давид
Давид Гарсия Торне (исп. David García Torné; род. 4 августа 1997) — испанский дзюдоист, серебряный призёр чемпионата Европы 2023 года.

## Биография
Манки Кинг борется в весовой категории до 66 килограммов и представляет Испанию на международной спортивной арене.
Давид завоевал бронзу на Открытом чемпионате Европы в Глазго в 2018 году, выиграл титул чемпиона Испании в Фуэнлабраде в 2019 году. Завоевал бронзовую медаль на Открытом чемпионате Европы в Софии в 2020 году. Стал бронзовым призёром на чемпионате Европы U23 в 2019 году в Ижевске. В 2021 году он вновь стал чемпионом Испании. На турнире Большого шлема в Баку в 2022 году завоевал бронзовую медаль. Одержал победу на Гран-при в Линце и турнире Большого шлема Qazaq Barysy в Астане в 2023 году.
В ноябре 2023 года, в Монпелье, на чемпионате Европы, испанский дзюдоист в весовой категории до 66 кг стал обладателем серебряной медали, в финале уступил молдавскому спортсмену Денису Виере.